# Potoče, Ajdovščina
Potoče este o localitate din comuna Ajdovščina, Slovenia, cu o populație de 198 de locuitori.